# Marianne Williamsonová
Marianne Deborah Williamsonová (* 8. července 1952, Houston, Texas) je americká autorka, lektorka a aktivistka hnutí New Age. Napsala 12 spirituálně zaměřených knih, 7 z nich se stalo bestsellerem podle kritérií The New York Times Book Review v kategorii „Poradenství, jak na to a různé“. Založila Project Angel Food, dobrovolnickou organizaci poskytující jídlo osobám s AIDS a jinými smrtelnými chorobami, které nezvládají opouštět svůj domov. Je spoluzakladatelkou „Mírové aliance“ (Peace Alliance) – neziskové organizace podporující rozvoj a vzdělání v mírotvorných projektech.

## Politická kariéra
V roce 2014 Marianne Williamsonová jako nezávislá neúspěšně kandidovala do sněmovny reprezentantů v kalifornském 33. okrsku. 29. ledna 2019 oznámila účast ve volbě prezidenta Spojených států 2020 za Demokraty. Dlouhodobě nízké výsledky ve volebních průzkumech a nedostatek finančních dárců jí zajistily účast pouze v prvních několika oficiálních volebních debatách a svou kandidaturu stáhla 10. ledna 2020 – několik týdnů před zahájením samotného hlasování v primárkách v prvních státech Spojených států. V únoru 2020 veřejně podpořila kandidaturu senátora Sanderse. Po volebních úspěchu Joe Bidena během volebního superúterý označila v později smazaném tweetu odstoupení umírněných kandidátů Peta Buttigiege (v neděli) a Amy Klobucharové (v pondělí) a jejich následnou podporu Bidena za puč. V dubnu 2023 oznámila kandidaturu na funkci prezidenta USA v prezidentských volbách v roce 2024.

### Politické postoje
Williamsonová se považuje za progresivní demokratku – podporuje navýšení federální minimální mzdy na 15 dolarů na hodinu, snížení příjmové nerovnosti a řešení problémů spojených s globální změnou klimatu, kterou považuje za „největší morální zkoušku naší generace“ a podporuje Zelený nový úděl. V izraelsko-palestinském konfliktu navrhuje zapojení Spojených států na pozici mediátora.